# U+E000
Le point de code U+E000 est le premier caractère de la zone privée de la table Unicode, dans le plan multilingue de base (PMB). Il est différent selon la police employé car il s'agit d'un caractère privé et non standard.